# Gerbillus mauritaniae
Gerbillus mauritaniae es una especie de roedor de la familia Muridae. Algunas autoridades lo coloca en un género separado, Monodia.

## Distribución geográfica
Se encuentra principalmente en el norte de Mauritania. 